# 99
| [ Edytuj tabelę ] |                         |
| Cesarz Chin       | - 88 Han Hedi 106       |
| Król Daków        | - 87 Decebal 106        |
| Władca Korei      | - 53 T’aejodae 146      |
| Król Nabatei      | - 70 Rabel II Soter 106 |
| Papież            | - 91 Klemens I 101      |
| Król Partów       | - 78 Pakorus II 105     |
| Cesarz Rzymu      | - 98 Trajan 117         |

Rok 99 / XCIX
stulecia: I wiek p.n.e. ~
I wiek ~
II wiek

lata: 89 «
94 «
95 «
96 «
97 «
98 «
99
» 100
» 101
» 102
» 103
» 104
» 109